# Rodrigo Muñoz Avia
Rodrigo Muñoz Avia, španski pisatelj, scenarist in kritik, * (?) 1967, Madrid.
Rodil se je leta 1967 v družini slikarja in slikarke. Diplomiral je iz filozofije. Poleg književnih del piše še umetnostne kritike in scenarije. Na pot pisatelja je stopil z otroško literaturo. Leta 1996 je prejel nagrado Jaén za mladinski roman Tisto, česar ne vemo (Lo que no sabemos). Njegov drugi mladinski roman Hokejski vratar (El portero de hockey) pa je izšel 1998. Leta 2005 je izšla knjiga Psigologi, pisihiatri in drugi norci (Psiquiatras, psicologos y otros enfermos) (COBISS), ki je pri bralcih doživela velik uspeh, čez dve leti pa je objavil roman Zemeljska življenja (Vidas terrestres). Tega leta je za delo Najboljši (Los perfectos) prejel nagrado Ebedé za otroško literaturo. Kot scenarist sodeluje z bratom Nicolásom   
Muñozom, s katerim sta med drugim napisala scenarija za Rewind (1998) in Animales de compañía (2008). Leta 2004 je uredil tudi knjigo, katero je posvetil svojemu umrlemu prijatelju alpinistu, ki se je leta 2001 smrtno ponesrečil v Himalaji - Alfonso Vizán, un pirata en la montaña.